# Amaurobioides minor
Amaurobioides minor là một loài nhện trong họ Anyphaenidae.
Loài này thuộc chi Amaurobioides. Amaurobioides minor được Raymond Robert Forster miêu tả năm 1970.